# فرودگاه بین‌المللی بوگسرا
فرودگاه بین‌المللی بوگسرا (به انگلیسی: Bugesera International Airport) یک فرودگاه همگانی، غیرنظامی است که یک باند فرود سنگفرش دارد. این فرودگاه در شهر کیگالی کشور رواندا قرار دارد و در ارتفاع ۱۴۰۰ متری از سطح دریا واقع شده‌است.